# Juan Antonio Sagredo
Juan Antonio Sagredo (Burjassot, 1977) es el actual Alcalde de Paterna desde el 13 de junio de 2015.
Tras ganar las elecciones municipales de 2015, el PSOE empezó a gobernar en solitario este municipio valenciano de 75.000 habitantes con sólo 6 concejales. Cuatro años después, en las elecciones municipales de 2019, Sagredo obtuvo la mayoría absoluta para el PSOE.
El Alcalde de Paterna revalidó de esta forma la Alcaldía y pasó de tener 6 a 13 concejales de un total de 25 ediles que conforman el pleno municipal. Las competencias que siempre ha mantenido directamente a pesar de los cambios de gobierno, han sido las de Empresa y Universidades, debido a la fuerte implantación de ambas en el municipio.
Tras acceder a la Alcaldía de Paterna en 2015 con una deuda del 72%, en 2019 el ayuntamiento sale del Plan de Ajuste, cuatro años antes de lo previsto, tras liquidar completamente la deuda con proveedores. Además, durante sus años de gobierno, el dirigente socialista ha conseguido situar a Paterna como el municipio de la Comunidad Valenciana con la mayor tasa de actividad, además de ser la que más emprendedores tiene y ser nombrada como primer municipio industrial estratégico de toda la Comunitat Valenciana.

## Reseña biográfica
Ferroviario e ingeniero técnico de profesión. Ha trabajado desde 2001 en Ferrocarrils de la Generalitat Valenciana (FGV).
Estudió en la Universitat Politècnica de València, ingeniería técnica electrónica industrial, realizando el último curso en la University of Bristol.